# Falcatula cymatodes
Falcatula cymatodes là một loài bướm đêm thuộc họ Sphingidae. Loài này có ở các khu rừng vùng đất thấp ở Bờ Biển Ngà, Ghana, Nigeria, Cameroon, Gabon, Uganda và Cộng hòa Trung Phi.
Chiều dài cánh trước là 28–32 mm đối với con đực và 34–38 mm đối với con cái. 

## Phụ loài
- Falcatula cymatodes cymatodes
- Falcatula cymatodes lemairei Darge, 1973 (Cameroon)